# Terra Nova-kyrkan

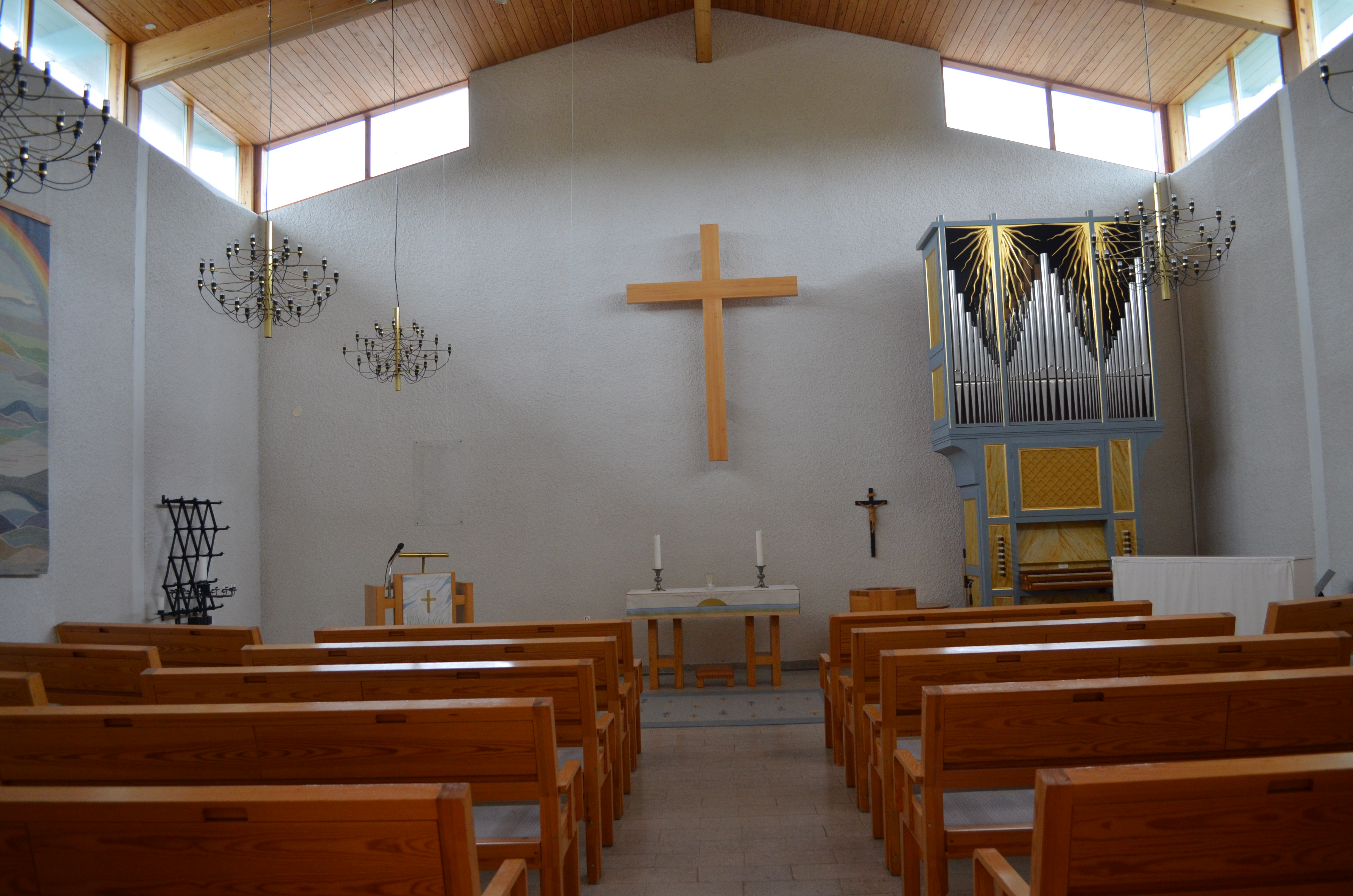
Terra Nova kyrkosal

Terra Nova-kyrkan är en samarbetskyrka mellan Evangeliska fosterlandsstiftelsen och Visby domkyrkoförsamling. Kyrkan ligger i bostadsområdet Terra Nova öster om Visby på Gotland.

## Kyrkobyggnaden
Kyrkan uppfördes efter ritningar av arkitekt Hans Wieland och invigdes Andra söndagen i advent 1983 av biskop Tore Furberg.
Klockstapeln är samtida med kyrkan och står till höger om kyrkans entré. Kyrkklockan är en vällingklocka som tidigare fanns på Länna gård i Visby.

## Inventarier
Orgeln byggdes 1998 av Robert Gustavsson Orgelbyggeri AB i Härnösand. I kyrkorummet hänger en väggbonad med lammet som symboliserar Kristus samt regnbågen som symboliserar Guds löften.

### Webbkällor
- Visby domkyrkoförsamling
- Orgelanders